# Шлат
Шлат (нім. Schlat) — громада в Німеччині, знаходиться в землі Баден-Вюртемберг. Підпорядковується адміністративному округу Штутгарт. Входить до складу району Геппінген.
Площа — 9,68 км2. Населення становить 1694 ос. (станом на 31 грудня 2020).